# Ait Ben Yacoub
Ait Ben Yacoub (àrab آيت بن يعقوب) és una comuna rural de la província de Midelt de la regió de Drâa-Tafilalet. Segons el cens de 2014 tenia una població total de 4.012 persones.